# 機能的自立度評価法
機能的自立度評価法（きのうてきじりつどひょうかほう、Functional Independence Measure、略称FIM）とは、1990年にアメリカ合衆国でGrangerらによって開発された日常生活動作（ADL）が自力でどの程度可能かを評価する方法である。小児用に評価基準を改変したFIM for Children（通称、WeeFIM）も開発された。

## 特徴
機能的自立度評価法の対象年齢は7歳以上である。この評価法による日常生活活動の評価を行うことで、特に介護負担度の評価が可能であり、リハビリテーションの分野などで幅広く活用されている。注目すべきところは実際にしているADLを採用している所で、いくら練習の場面でできていても実際のADLで行っていなければ点数は低くなる。なお、機能的自立度評価法によって付けられた点数が低いほど、その患者の介護に必要な時間が長くなる傾向があることが知られている。

## 評価項目
機能的自立度評価法における評価項目は、大きく認知項目と運動項目に分けられる。

### 認知項目
認知項目は、理解、表出、社会的交流、問題解決、記憶の5項目から成る。
理解
他者が発した言葉を問題なく聴き取れるか、文字の読み取りに支障が無いかといったことを評価する。
表出
自分の欲求や意思や考えを、充分に他者に伝えられるかどうかを評価する。
社会的交流
適切に社会生活を送れる精神状態にあるかといったことを評価する。
問題解決
日常生活において、しばしば発生するような問題の対処法が判るかどうかを評価する。
ここで注意すべきは、日常生活において発生する可能性のある問題であっても、そもそも1人で抱え込んで対処することが不適切な問題であった場合に、他者の手を借りたとしても、それは介助を受けたものとは見なさず、適切な対処法が判っていると評価される点である。要するに、必ずしも自力で全ての問題を解決することが求められているのではなく、適切な解決法を自身で考え付くことができるかどうかが評価されるのである。たとえ身体が麻痺していて動けない患者であっても、頭脳は明晰で適切な対処法を介助者などに指示できれば、それで良い。
また、あくまで日常生活で発生する問題が対象なのであって、専門知識や専門技能を必要とする問題解決は求められない。そして、数学の問題を解くことができるかなどといった、学業における問題を対象としているわけでもない。
記憶
日常生活を営む上で必要な内容を覚えていられるかどうかを評価する。具体的には、その患者が日常的に行っていること、すなわち、日課となっていることの手順を覚えていられるか、日常的に顔を合わせている人物を覚えていられるか、他者からの依頼を覚えていられるかという点について評価する。
注意すべきは、日常生活とは関係の無いこと、例えば円周率を何十桁も記憶していられるかとか、歴史上の出来事を覚えているかといったことは評価の対象とならない点である。

### 運動項目
運動項目は、例えば食事、整容、清拭、更衣、トイレ動作、排尿管理、排便管理、移乗（起居動作）、移動など、合計13項目から成る。
食事
食事をする動作に支障が無いかを評価する。
ただし、目の前にある食事を支障なく食べられるかどうかの問題であって、それ以外のことは評価していない。つまり、食事の用意や、食事の後片付けなどは評価の対象ではない。目の前にある食事を口まで運べるか、食物を咀嚼して正常に嚥下できるかが評価される。
整容
歯磨き（口腔ケア）、手洗い、整髪、洗顔といったことが自身でできるかどうかを評価する。
なお、ヒゲを整えること、または、化粧をすることについては、元々それを行っていた患者であった場合に評価がなされるだけで、必須ではない。例えば、既述のように機能的自立度評価法は7歳以上の患者に対して評価を行うわけであり、ヒゲ剃りも化粧も不要な年代には、これらのことが評価対象とされない。
清拭
入浴などをして自身の身体をきちんと洗えるかどうかを評価する。
拭き掃除ができるかどうかではない。
更衣
きちんと適切な衣服への着替えが自身でできるかどうかを評価する。
トイレ動作
トイレで用を足すのに必要な動作が自身でできるかどうかを評価する。
排尿管理
尿失禁が無いかどうか、自身が排泄した尿を適切に処理できるかどうかを評価する。
排便管理
便失禁が無いかどうか、自身が排泄した大便を適切に処理できるかどうかを評価する。
移乗
ベッド、イス、車椅子に自力で乗り移れるかどうかを評価する。
なお、もしも歩行を主な移動手段としている者の場合は自力で立ち上がれるかどうかも評価されるものの、車椅子を主な移動手段としている者であれば立ち上がれなくとも文字通り車椅子に移乗できれば良いなど、患者によって評価の仕方が若干変化する。
その他、浴槽に自分で入れるかなど、独立項目として別に評価を行う項目も存在する。
移動
日常生活での移動に支障がないかどうかを評価する。
ただし、遠出をすることを想定した長距離の移動は評価対象ではない。
その他、階段を自力で昇降できるかなど、独立項目として別に評価を行う項目も存在する。

## 評価方法
上記の認知項目の5項目と、運動項目の13項目を、それぞれ各項目ごとに1から7の7段階で評価する。
- 1と2は、日常生活においてですら完全介助が必要とされる能力しか持いないことを意味し、日常生活活動において必要な能力の25 ％未満しか患者には能力が無い場合に1と評価される。
  - 1が最も状態が悪く（自立度が低く）、評価を行うことが患者にとって危険を伴うなど何らかの理由で検査ができない項目も1と評価する。
- 3と4と5は、部分的に介助が必要とされる能力ならば持っていることを意味し、日常生活活動において必要な能力の50 ％以上を持った患者が、このランクに当たる。
  - 4と評価されるためには、介助が必要だとしても、せいぜい手で触れて補佐する程度で良く、日常生活活動において必要な能力の75 ％以上を患者が持っている必要がある。
  - 5というのは、別に手で触れて補佐する必要まではないものの、その日常生活活動に必要な物品を介助者に用意してもらったり、介助者に必要な装具を装着してもらったりする必要があったり、介助者による指示や見守りが必要とされる場合に当たる。
- 6と7は、自立していて、日常生活活動において他人から介助を必要としないだけの能力を持っていることを意味する。
  - 6と評価されるのは、日常生活活動の際に、補助具（自助具）が必要であったり、補助具が不要であっても非常に長い時間を必要とする場合に当たる。例えば、難聴があって充分に他者の言葉を聴き取れない患者でも、補聴器を使えば何ら支障なく聴き取れる状態が、この6に当たる。
  - 7は最高評価で、完全な自立であり、補助具が無くとも日常生活に支障が無い。

## WeeFIM
機能的自立度評価法（FIM）は7歳以上の者を対象としており、7歳未満の小児に対してはWeeFIMと呼ばれるFIMの子供向け版が用いられる

。
FIMと異なる点は、例えば、運動項目において、移動法として歩行や車椅子に加えて、いわゆるはいはいでの移動も考慮されることが異なっている。また、認知項目においては、患者の日課を評価すると言うよりも、むしろ、例えばゲームの遊び方を記憶しておけるか。社会との関わりと言うよりも、むしろ、遊びに参加できる精神状態にあるか。その施設での規則が理解できるか。このようなことが評価されるなど、相違点が複数存在する。